# Christian Lefort
Pour les articles homonymes, voir Lefort.
Pas d'image ? Cliquez ici
Christian Lefort, né le 22 janvier 1959 à Charleroi, est un pilote automobile belge. Il a notamment participé aux 24 Heures du Mans, en 2006.

## Carrière
En 2006, il participe aux 24 Heures du Mans. Au volant de la Porsche 911 GT3 RSR (996) de Ice Pol Racing Team, partagée avec Yves Lambert et Romain Iannetta, il se classe vingt-troisième du classement général,,,,.
En 2007, il participe au championnat Le Mans Series à bord d'une Ferrari F430 GTC de GPC Sport.
En 2009, Christian Lefort s'apprête à participer aux 24 Heures de Spa au volant d'une Porsche 911 GT3 Cup S de l'écurie Mühlner Motorsport,.